# Karl Hummel
Karl Hummel (?–?) byl vrchní inženýr Severní dráhy císaře Ferdinanda.

## Dílo
V letech 1840–1844 byl přednostou staniční inspekce v Brně, v letech 1844–1848 jako vrchní inženýr řídil výstavbu železniční tratě z Lipníka nad Bečvou do Bohumína. V roce 1842 odešel do státních služeb architekt Anton Jüngling (1798–1888?) a také odešel architekt Ernest Ehrenhaus, takže Karl Hummel na svěřeném úseku projektoval i budovy.
- železniční nádraží Ostrava-Svinov 1846–1847 klasicistní jednopatrová výpravní budova, dochovaná část v podobě jednopatrového křídla v severní části výpravní budovy (u opavského nástupiště).[2]
- železniční stanice Studénky[3][4] výpravní budova zbořena a nahrazena novou
- nádraží Polom výpravní budova zbořena a nahrazena novou
- Ostrava hlavní nádraží výpravní budova zbořena a nahrazena novou
- 1845 Hranice na Moravě, výpravní budova zbořena a nahrazena novou[5]
- nádraží Suchdol nad Odrou
- 1847 nádraží Bohumín zděná stavba se dvěma kolmými čtyřosými křídly s přízemním traktem a přístřeškem podél drážní strany, zůstala součástí přestavované budovy.[6]